# Doug Yule
Douglas Alan Yule (n. 25 februarie 1947) este un muzician și cântăreț american, cel mai cunoscut ca membru al trupei The Velvet Underground din 1968 până în 1973.